# آناگلیپتین
آناگلیپتین (انگلیسی: Anagliptin) یک داروی دارویی برای درمان دیابت نوع ۲ است. این دارو متعلق به کلاس داروهای ضد دیابت است که به عنوان مهارکننده‌های دی پپتیدیل پپتیداز-۴ یا «گلیپتین» شناخته می‌شوند.